# Grumman F4F Wildcat

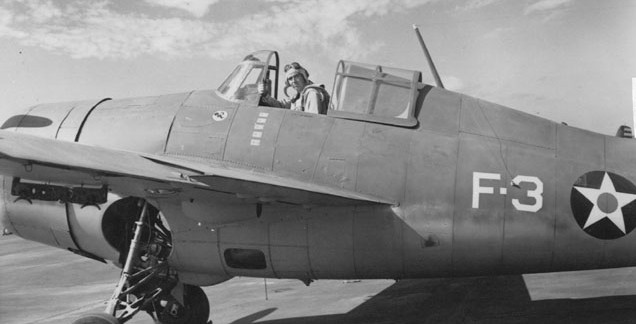
Il F4F-3 Wildcat del Lt. Butch O'Hare, aprile 1942.

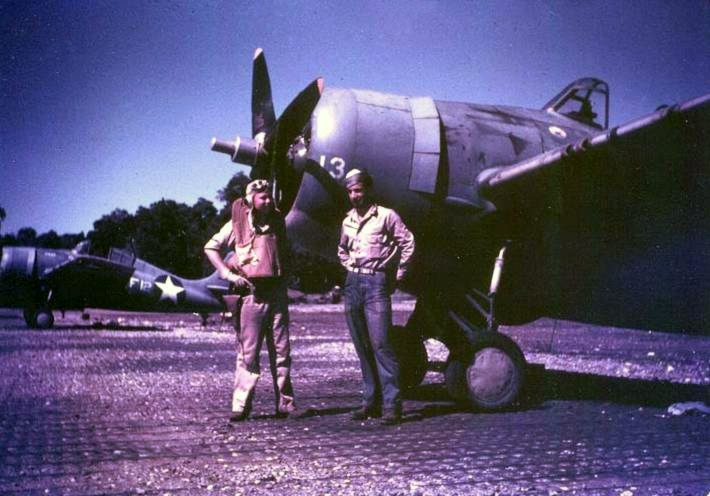
Grumman F4F-4 del VF-11, Guadalcanal 1942.

Il Grumman F4F Wildcat fu un aereo da caccia imbarcato, monomotore, monoposto e monoplano ad ala media, sviluppato dall'azienda aeronautica statunitense Grumman Aircraft Engineering Corporation nei tardi anni trenta.
Prodotto tra la fine del decennio ai primi anni quaranta, fu il successore, nonché discendente, dell'F3F, l'ultimo caccia biplano in servizio con l'United States Navy e dell'intera aeronautica degli Stati Uniti d'America. Progettato originariamente a sua volta come biplano, fu in seguito modificato sacrificando parte della maneggevolezza per ottenere quella velocità che un velivolo a doppio piano alare non poteva garantire e di cui un intercettore aveva bisogno.
Fu il principale caccia imbarcato sulle portaerei della U.S. Navy tra il 1941 e il 1942, ovvero nei primi due anni di partecipazione alla seconda guerra mondiale.
Alcune versioni potenziate, tra cui l'FM Wildcat costruito dalla General Motors, rimasero operative fino al termine del conflitto soprattutto come equipaggiamento delle portaerei di scorta, unità che non potevano gestire i più grossi e potenti Grumman F6F Hellcat o i Chance Vought F4U Corsair, che li soppiantarono invece sulle portaerei di squadra.

## Storia del progetto
Nell'autunno del 1935 il Bureau of Aeronautics (BuAer), il dipartimento della US Navy deputato alla gestione del materiale e tecnologia della propria componente aerea, espresse l'esigenza di avviare la sostituzione dei modelli di caccia allora in linea sulla propria flotta di portaerei con velivoli tecnologicamente più avanzati, ritenendo la configurazione biplana oramai obsoleta e valutando le potenzialità di quella monoplana, soluzione tecnica che permetteva una maggiore velocità massima a scapito della manovrabilità.
La Grumman, che già da due anni aveva fornito alla marina statunitense il nuovo Grumman FF, caccia biplano biposto che aveva introdotto nella sua progettazione la nuova tecnologia del carrello d'atterraggio retrattile, decise di seguire nuovamente questa configurazione e quando il 15 novembre il BuAer emise le specifiche presentò il G-16, denominazione aziendale del prototipo poi identificato XF4F-1 in base all'allora sistema di designazione adottato dalla US Navy, velivolo che sostanzialmente riprendeva il concetto di base dell'FF estremizzandolo e dotandolo di una versione più potente del motore radiale Wright R-1820. A quella stessa specifica risposero la Brewster con l'XF2A-1 e la Seversky l'XFN-1, entrambi modelli monoplano.
Durante i primi mesi del 1936 gli ingegneri dell'ufficio tecnico Grumman si resero conto che il loro modello non era in grado di raggiungere le prestazioni richieste dal capitolato, per cui Leroy Grumman chiese alla US Navy il permesso di modificare il progetto e di partecipare alla gara d'appalto con un modello monoplano. Il contratto di costruzione per il prototipo del nuovo progetto, indicato dalla marina come XF4F-2, ebbe luogo il 28 luglio 1936 con il numero d'ordine 46973.
Il nuovo modello fu confrontato con il Buffalo ma, sebbene il XF4F-2 risultasse leggermente più veloce, nuovamente la scelta cadde sul velivolo proposto dalla Brewster Aeronautical Corporation alla quale fu emesso un ordine di produzione..

## Tecnica
Il Wildcat fu progettato attorno alla fine degli anni trenta, imponendo alla U.S. Navy un salto di qualità nel campo degli aerei imbarcati e nonostante la forma tozza, riusciva a essere abbastanza aerodinamico grazie soprattutto alla forma della parte posteriore della fusoliera che si rastremava in maniera netta e rapida fino ai piani di coda, favorendo una considerevole diminuzione della resistenza complessiva del velivolo.
L'ala era in posizione media, di ampia superficie e larga corda. Anche lo spessore relativo era elevato, nonostante che il carrello d'atterraggio, a carreggiata stretta, fosse interamente sistemato nella fusoliera.
Il velivolo fu originariamente progettato con un armamento di due mitragliatrici Browning M2 da 12,7 mm alloggiate sulla cappottatura del motore radiale. L'originale propulsore da 1.050 cavalli fu presto sostituito con un'unità da 1.200 CV e il maggior ingombro comportò lo spostamento delle armi dal muso alle ali, ora rinforzate e, successivamente, rese ripiegabili.
Versioni più recenti, denominate FM2, erano dotate di un motore da 1.350 CV e di bombe da 250 libbre (113 kg) per dare al velivolo capacità di cacciabombardiere.
L'aereo impiegava circa 1 minuto per salire a 1.000 metri e la picchiata, nelle specifiche dei manuali, era ammessa fino a 650 km/h; tuttavia il dato era puramente cautelativo perché la robusta struttura del Wildcat era in grado di tollerare velocità di picchiata più elevate: se molti piloti non avessero infranto tale limite, infatti, non avrebbero potuto inseguire il ben più agile rivale giapponese Mitsubishi A6M Zero.
A fronte di una sacrificata maneggevolezza, il Wildcat non era secondo a nessuno quanto alla propria robustezza strutturale: poteva reggere molti più danni delle sue controparti nemiche ed era in grado di trasportare più armi. Esemplare in tal senso è stata l'esperienza di un giapponese nella battaglia delle Midway, che vuotò i serbatoi delle munizioni del suo Zero su un F4F e non riuscì ad abbatterlo.

## Impiego operativo
Il caccia entrò in servizio alla metà del 1940 e fu ordinato in 100 esemplari dalla Francia; poiché questa nazione cadde di lì a pochi mesi per mano della Germania nazista, i caccia furono consegnati alla Gran Bretagna che li rese operativi nella Fleet Air Arm della Royal Navy col nome di Martlet. I Martlet non ottennero un consenso incondizionato perché non erano dotati di ali ripiegabili (che apparvero solo nei modelli successivi), mancanza che creava problemi di movimentazione sui piccoli ponti delle portaerei inglesi.
Il 25 dicembre 1940 la prima vittoria fu ottenuta con l'abbattimento di uno Junkers Ju 88 tedesco al largo della base navale di Scapa Flow. I primi combattimenti sul fronte occidentale e relativi ad aerei in partenza da una portaerei, avvennero nell'estate del 1941: in una missione di protezione a un convoglio che ebbe un considerevole successo, i Martlet decollarono dall'Audacity (una delle prime portaerei di scorta inglesi) e abbatterono parecchi bombardieri Focke-Wulf Fw 200 Condor.
Successivamente, durante le grandi battaglie aeronavali del 1942, gli F4F operarono anche delle portaerei, combattendo accanitamente nelle battaglie di giugno e agosto e partecipando all'operazione Torch, che comportò l'invasione del Marocco ed Algeria all'epoca ancora sotto l'amministrazione del governo di Vichy. Qui ebbero luogo una serie di battaglie aeree che videro gli F4F combattere anche contro i connazionali Curtiss Hawk H-75, riportando 15 vittorie contro 7 perdite. L'impiego dei Martlet, anche da aeroporti algerini fu marginale, dato il numero di velivoli, l'888 Squadron, scortato dall'885 su Seafire, l'8 maggio 1943 partecipò all'attacco alle barche che traghettavano italiani e tedeschi da Capo Bon (Tunisia) verso la Sicilia e furono intercettati dalle Staffeln 4+5+6 del II/JG 77 di stanza a Trapani-Milo, abbattendone un paio di coppie.
Fu però nel Pacifico che la macchina ebbe il suo maggiore e più impegnativo impiego; gli statunitensi usarono l'F4F sia a terra (le squadriglie dei Marines) sia sulle grandi portaerei: il Wildcat fu la spina dorsale della difesa aerea americana sia nella Battaglia del Mar dei Coralli sia nelle Midway e giocò un ruolo importante nell'offensiva a Guadalcanal. In seguito, fu imbarcato e impiegato intensamente sulle piccole portaerei di scorta grazie alle sue dimensioni più contenute rispetto agli altri caccia navali statunitensi.
Con l'arrivo dello F6F Hellcat, lo F4F iniziò a essere gradualmente ritirato dai reparti di prima linea, ma continuò il suo impiego sulle portaerei di scorta.
Gli equipaggi dell'F4F dichiararono un totale di 905 abbattimenti contro 178 perdite, a tutto il 1943.
L'ultimo di quasi 7 900 aerei venne consegnato nel 1945.

## Versioni
- F4F-2: prototipo, motore da 1.050 cavalli Pratt & Whitney R-1830, due mitragliatrici M2 nel muso
- F4F-3: prima versione di serie, peso di 2.664 kg, motore Pratt & Whitney R-1830-76 da 1.200 CV e 4 mitragliatrici M2 nelle ali.
- F4F-4/FM-1: motore Pratt & Whitney R-1830-86 da 1.200 CV, 6 mitragliatrici M2, massa tra i 2.400 e i 3.650 kg. Furono progettate le ali pieghevoli, prima assenti, che aiutarono molto gli aerei di questo modello ad adeguarsi alle piccole portaerei britanniche e alle portaerei di scorta americane.
- FM-2: motore Wright R-1820 da 1.350 CV e 4 mitragliatrici M2, oltre a 227 kg di bombe da 250 libbre.
- F4F-7: ricognitore, con peso al decollo aumentato a 4.684 kg per il carburante aggiuntivo, che consentiva una straordinaria autonomia operativa di 24 ore.

## Utilizzatori

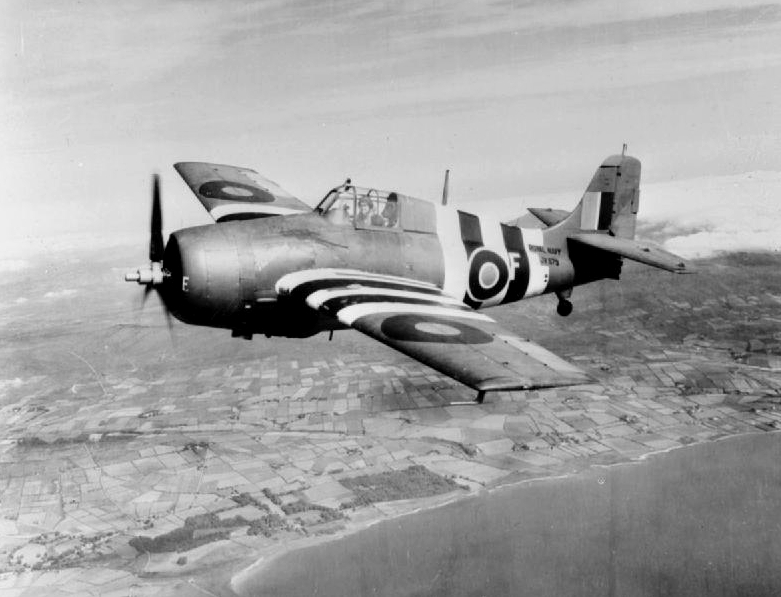
Un Martlet della britannica Fleet Air Arm nella livrea a strisce bianche tipica del secondo periodo della seconda guerra mondiale.

Canada
- Royal Canadian Navy

 Regno Unito
- Fleet Air Arm (Royal Navy)

 Stati Uniti
- United States Navy
- United States Marine Corps

### Riviste
- (DE) Karl Schwarz, Katzen-Familie, in FlugRevue - Klassiker der Luftfahrt, n. 03, Stuttgart, Motor Presse, 2003.